# موزه ملی ایران

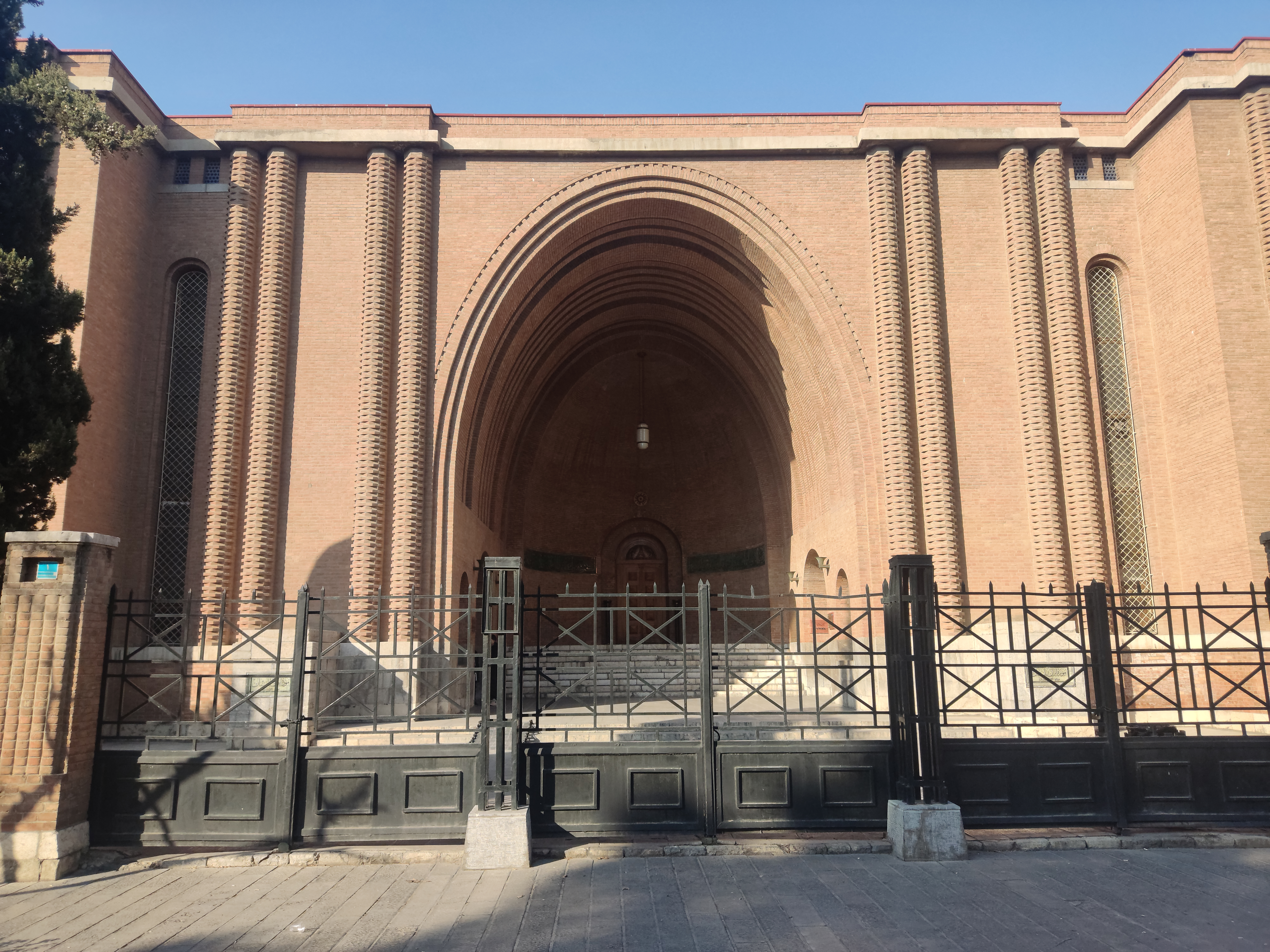
ورودی اصلی ساختمان موزه ایران باستان که توسط آندره گدار، معمار فرانسوی در سبک فولتس ساسانی، به‌ویژه ایوان کسری ساخته شده‌است.

موزهٔ ملی ایران مجموعه‌ای از گنجینهٔ آثار تاریخی و پیش از تاریخی ایران در شهر تهران قرار دارد. این موزه شامل دو ساختمان مجزا به نام‌های موزهٔ ایران باستان مربوط به آثار دوران پارینه سنگی قدیم تا دوره پیش از اسلام با تاریخ گشایش ۱۳۱۶ و موزهٔ دوران اسلامی مربوط به آثار باستان‌شناسی و هنر دوران اسلامی ایران با تاریخ گشایش ۱۳۷۵ است.
موزهٔ ملی ایران مهم‌ترین موزهٔ کشور در خصوص نگهداری، نمایش و پژوهش مجموعه‌های باستان‌شناختی ایران است. گستردگی و تنوع مجموعهٔ اشیا موجود در موزه به گستردگی جغرافیایی کشور و دوران‌های متعدد پیش از تاریخی، تاریخی و اسلامی است که انسان در این سرزمین زیسته و آثاری از خود به جای نهاده‌است. در حال حاضر، موزه ملی به نمایش آثاری پرداخته که بیان‌گر غنای فرهنگ و تمدن، هنر، رشد اقتصادی و دست‌آوردهای فناوری ایرانیان است.
موزه ملی ایران با قدمتی حدود هشتاد سال، نه تنها بزرگ‌ترین موزهٔ باستان‌شناسی و تاریخ ایران است، بلکه در فرهنگ موزه‌داری ایران به عنوان موزهٔ مادر محسوب می‌شود.
هم‌اکنون جبرئیل نوکنده مدیر کل این موزه است.

## پیشینه
برای نخستین بار پیشنهاد ایجاد مکانی به نام موزه توسط مرتضی قلی هدایت ملقب به مرتضی‌قلی صنیع‌الدوله عنوان شد. او در فکر ایجاد موزه و اداره‌ای به نام ادارهٔ عتیقات برای ساماندهی به وضع کاوش‌های تجاری بود اما به این مقصود نرسید.
نخستین موزه در سال ۱۲۹۵ خورشیدی به نام «موزه ملی» یا «موزهٔ معارف» در یکی از اتاق‌های بزرگ وزارت معارف که در سمت شمال بنای مدرسه دارالفنون قرار داشت، تشکیل گردید. این موزه دارای ۲۷۰ قلم شی مفرغی، سفالی، شیشه‌ای، سکه، سلاح‌های قدیمی، مهر، اشیای چوبی، مرقعات، کتاب و منسوجات بود که به وسیلهٔ کارمندان ادارهٔ عتیقات جمع‌آوری یا توسط مردم اهدا شده بود.
در ۱۳۰۴ اشیای این موزه به تالار آئینه کاخ مسعودیه منتقل شد. از سوی دیگر، با آغاز حفاری باستان شناسان اروپایی به ویژه هیئت باستان‌شناسی فرانسه به ریاست ژاک دومرگان (Jacques de Morgan) از سال ۱۲۷۶ خورشیدی (۱۸۹۷ میلادی) در شوش توجه مردم ایران به اهمیت مواریث فرهنگی جلب شد. در سال ۱۳۰۶ خورشیدی امتیاز بدون قید و شرط طرف باستان شناسان فرانسوی در ایران لغو گردید. به آن‌ها اجازه داده شد تنها در شوش به حفاری بپردازند. همچنین از آنجا که ایران تصمیم گرفته بود تا موزه و کتابخانه ملی تأسیس نماید، لذا امتیاز طراحی و اجرای آن به فرانسویان داده شد. به همین منظور، آندره گدار مهندس فرانسوی در سال ۱۳۰۸ خورشیدی ۱۹۲۹ میلادی برای تأسیس موزه و کتابخانه به ایران آمد و رسماً کار خود را شروع کرد.
ساخت موزهٔ دوران اسلامی با انگیزهٔ انجام فعالیت‌های گوناگون فرهنگی در سال ۱۳۲۳ در محوطه موزه ملی ایران آغاز شد و با وقفه‌های متعدد سرانجام در سال ۱۳۲۹ معماری آن پایان یافت و لیکن انجام مراحل تکمیلی آن به سال‌های بعد موکول شد. با توجه به اهمیت آثار دوره اسلامی طراحی و اجرای معماری داخلی موزه دوران اسلامی از سال ۱۳۷۰ با در نظر گرفتن هنر و فلسفه اسلامی آغاز شد و پلان آن به طرح چلیپای دوران ساسانی در نظر گرفته شد. سرانجام این موزه با حدود ۱۰ هزار متر مربع در چهار طبقه در سال ۱۳۷۵ افتتاح گردید که دو طبقه آن اختصاص به نمایش آثار هنر اسلامی دارد و دو طبقه دیگر آن امکان فعالیت‌های جنبی را میسر می‌سازد.
در حال حاضر، موزه ملی ایران دربرگیرنده دو موزه ایران باستان و موزه دوران اسلامی است. این موزه با زیر بنایی در حدود ۲۰۰ هزار متر مربع در زمینی به مساحت ۱۸۰۰۰ متر مربع و با حدود ۳۰۰ هزار شی باستانی مهم‌ترین موزه کشور محسوب شده و در رابطه با فرهنگ و هنر ایران، غنی‌ترین موزه جهان به حساب می‌آید.
موزه ملی ایران آثار مربوط به دوران پیش از تاریخ، تاریخی و اسلامی ایران را در خود جای داده‌است که کهن‌ترین آثار آن حدود ۸۰۰ هزار سال قدمت دارد.

## ویژگی‌ها

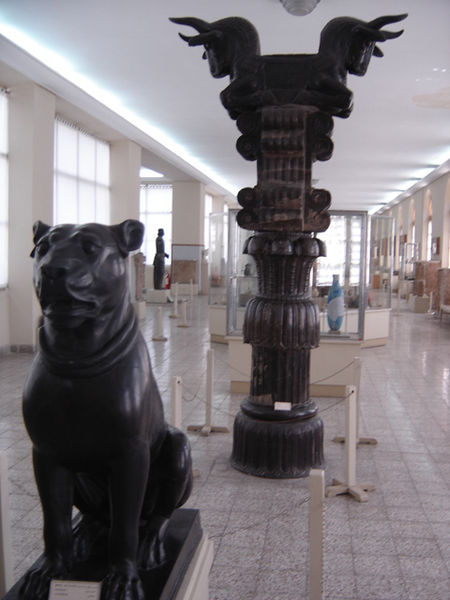
قطعه‌ای از مجموعه آثار هخامنشی در تالار موزه ایران باستان

موزه ایران باستان دارای مجموعه‌های غنی از آثار باستان‌شناسی است که کهن‌ترین آن‌ها مربوط به دوره پارینه سنگی (بین یک میلیون تا حدود ۱۲ هزار سال پیش) و جدیدترین آثار آن مربوط به دوره ساسانی با قدمت بیش از ۱۷۰۰ سال است. در این سالن، از دوره‌های مختلف پیش از تاریخ و تاریخی آثار منحصر به فردی دیده می‌شود.
قدیمی‌ترین دست ساخته بخش پارینه سنگی در سالن ایران باستان که از سنگ کوارتز یا در کوهی ساخته شده‌اند، مربوط به حوزه رودخانهٔ کشف رود در شرق مشهد هستند، که بیش از یک میلیون سال قدمت دارند. از دیگر مجموعه‌های قدیمی این بخش دربند و گنج پر مربوط به استان گیلان و شیوه تو در نزدیکی مهاباد است که حدود ۷۰۰ تا ۲۰۰ هزار سال قدمت دارند.
از دوره‌های پارینه سنگی میانی و پارینه سنگی پسین نیز آثار جالب توجه‌ای در سالن موزه به چشم می‌خورد که بین ۲۰۰ هزار تا حدود ۱۲ هزار سال قدمت دارند. از دوره پارینه سنگی میانه که همزمان با حضور انسان نئاندرتال در ایران است، ابزارهای ساخته شده از سنگ آتش زنه و بقایای سنگواره جانوران مربوط به غارهای منطقه زاگرس و فلات مرکزی ایران از جمله غارهای بیستون و خرم‌آباد به نمایش درآمده است. قدیمی‌ترین بقایای یافت شده انسان در ایران که یک دندان آسیای کوچک انسان نئاندرتال است و در غار وزمه یافت شده در سالن پارینه سنگی میانی موزه به نمایش درآمده است.
در دوره پارینه سنگی جدید که مصادف با گسترش انسان هوشمند امروزین در ایران است، ساخت تیغه ابزار رواج یافت. همچنین ساخت ابزارهای استخوانی و استفاده از تزیینات شخصی مانند آویز صدفی، دندان حیوانات و گل اُخرا نیز در این دوره در ایران متداول شد. از مکان‌های مهم این دوره غار «یافته» (لرستان) است که نمونه‌هایی از اشیا آن در سالن موزه به نمایش درآمده است. از دوره بعدی (فرا پارینه‌سنگی) که مشخصه‌های آن ابداع ابزارهای ترکیبی، کاربرد سنگ ساب و ذخیره‌سازی مواد خوراکی است، نمونه‌هایی از غار «علی تَپه» (مازندران)، غار «شَلَم» (ایلام) و چند مکان دیگر به نمایش درآمده است.
از دوره نوسنگی و روستانشینی آثاری چون قدیمی‌ترین خشت ایران از تپه گنج دره، قدیمی‌ترین پیکرکهای گلی انسان و حیوان از تپه سراب و ابزارهای سنگی در سالن به نمایش درآمده است. شوش (خوزستان)، اسماعیل‌آباد و چشمه علی (تهران)، تل باکون (فارس) از محوطه‌های بسیار مهم در هزاره‌های پنجم و چهارم پ.م. (دوره مس و سنگ) در ایران هستند که نمونه‌هایی از سفالینه‌های منقوش آن‌ها در سالن دیده می‌شود. از نقش‌های مورد توجه در این دوره می‌توان به نقش ساده شده بز کوهی اشاره کرد که در سطح ظروف سفالین اسماعیل‌آباد و چشمه علی دیده می‌شوند.
ظروف سنگی جیرفت و شهداد با نقوش متنوع مانند نبرد انسان با جانوران اساطیری و نقش مایه‌های هندسی، جانوری و گیاهی از نمونه‌های شاخص اند که در ویترین‌ها به نمایش درآمده‌اند. از دیگر آثار مهم این دوره در سالن موزه پیکر گلی از شهداد است که نشان دهنده نیم تنه مردی برهنه با دستان جمع شده بر روی سینه، احتمالاً در حالت نیایش نشان داده شده‌است.
ظروف، ادوات جنگی، اشیا تزئینی، پیکرک‌های انسانی و جانوری از جمله اشیای فلزی اواخر عصر مفرغ و آغاز عصر آهن هستند که در سالن به نمایش درآمده‌اند. همچنین سفال خاکستری با سطح صیقلی و داغدار و همچنین ظروف با لوله‌های ناودانی، ظروف با فرم‌های جانوری و انسانی و ریتون‌ها (ظروف جانورسان) و اشیای آهنی نیز از دیگر اشیا به نمایش درآمده است.
تعدادی از اشیای به نمایش درآمده در بخش پیش از تاریخ سالن متعلق به تمدن عیلام است. از تمام دوره‌های عیلامی آثار هنری فراوانی برجای مانده، خصوصاً از دوره عیلام میانه که یکی از پرشکوهترین ادوار سه‌گانه دوره عیلامی‌ها است. معبد چغازنبیل یکی از مهم‌ترین بقایای معماری این دوره است که آثار قابل توجهی مانند پیکره گاو با کتیبه، لوله‌های شیشه‌ای، آجرنوشته‌ها و کلون در از آن به دست آمده که در سالن به نمایش درآمده است. لوله‌های شیشه‌ای چغازنبیل از جمله قدیمی‌ترین نمونه‌های شیشه در ایران است. پیکره سازی، ساخت ظروف تزئینی از قیر طبیعی، نقوش برجسته، مهرهای استوانه‌ای، پیکرک‌ها به صورت نقش برجسته قالبی، آجرهای لعابدار، اشیای بدل چینی، اشیای مفرغی و سردیس‌های تدفینی از دیگر جنبه‌های هنر عیلامی‌ها در ادوار مختلف است که در سالن ایران باستان نمونه‌هایی از آن‌ها دیده می‌شود.
آثار قابل انتساب به دوره ماد در سالن موزه از مکان‌های باستانی نوشیجان، حسنلو، گودین و باباجان به دست آمده‌اند. در این دوره، ساخت اشیا آهنی گسترش یافت که از نمونه‌های بارز آن در سالن می‌توان به اشیا حسنلو اشاره کرد. همچنین سفالینه‌های لعابداری زیبایی ساخته می‌شد که یک نمونه جالب توجه آن تنگ لعابدار زیویه است، نقش دو بز را در دو سوی یک گل لوتوس به نمایش گذاشته‌است.
آثار باشکوه دوره هخامنشی از نمونه‌های برجسته موزه ایران باستان هستند که بازتاب هنر غنی این دوره است.

## بخش‌های پژوهشی

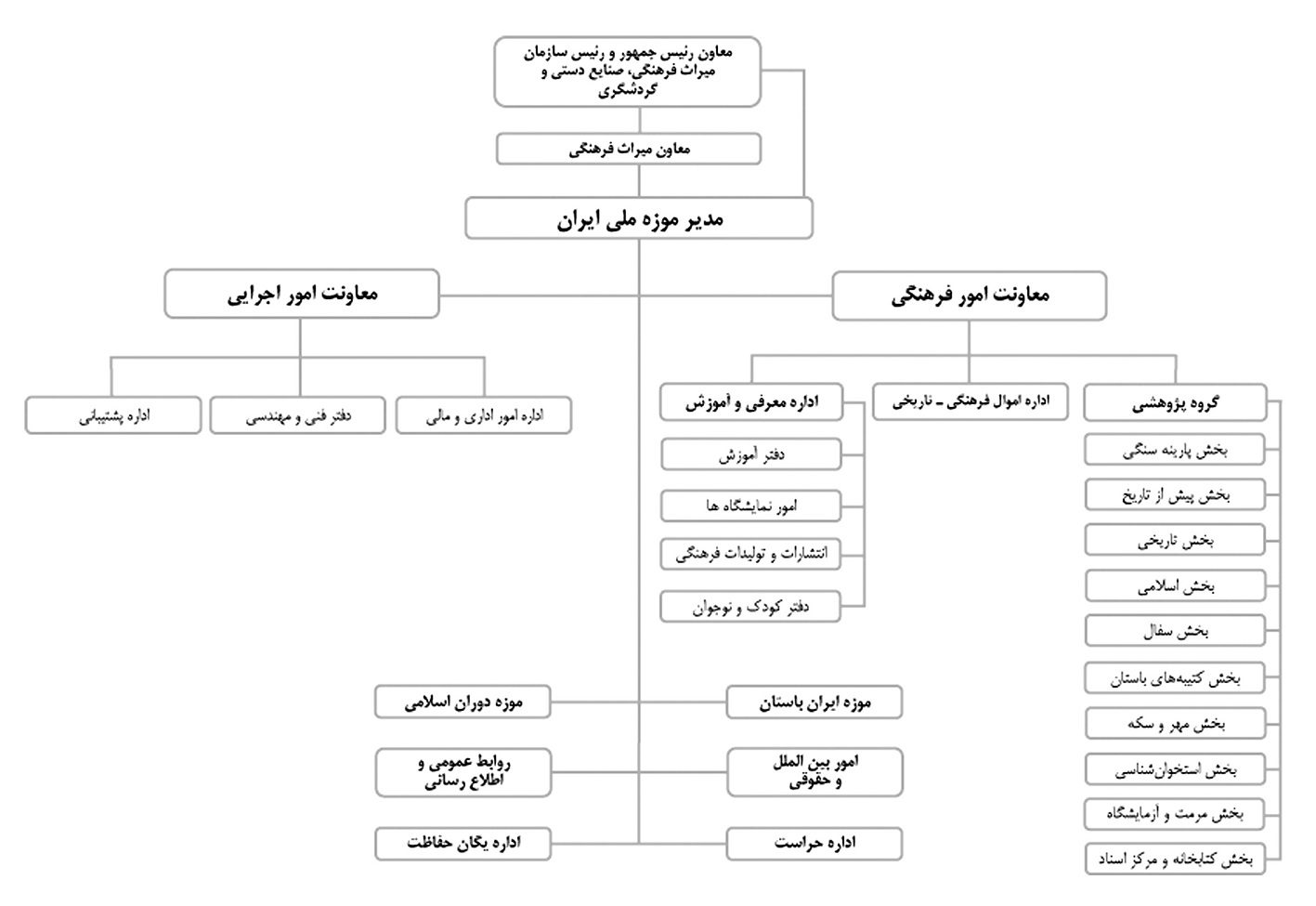
چارت تشکیلاتی موزه ملی ایران

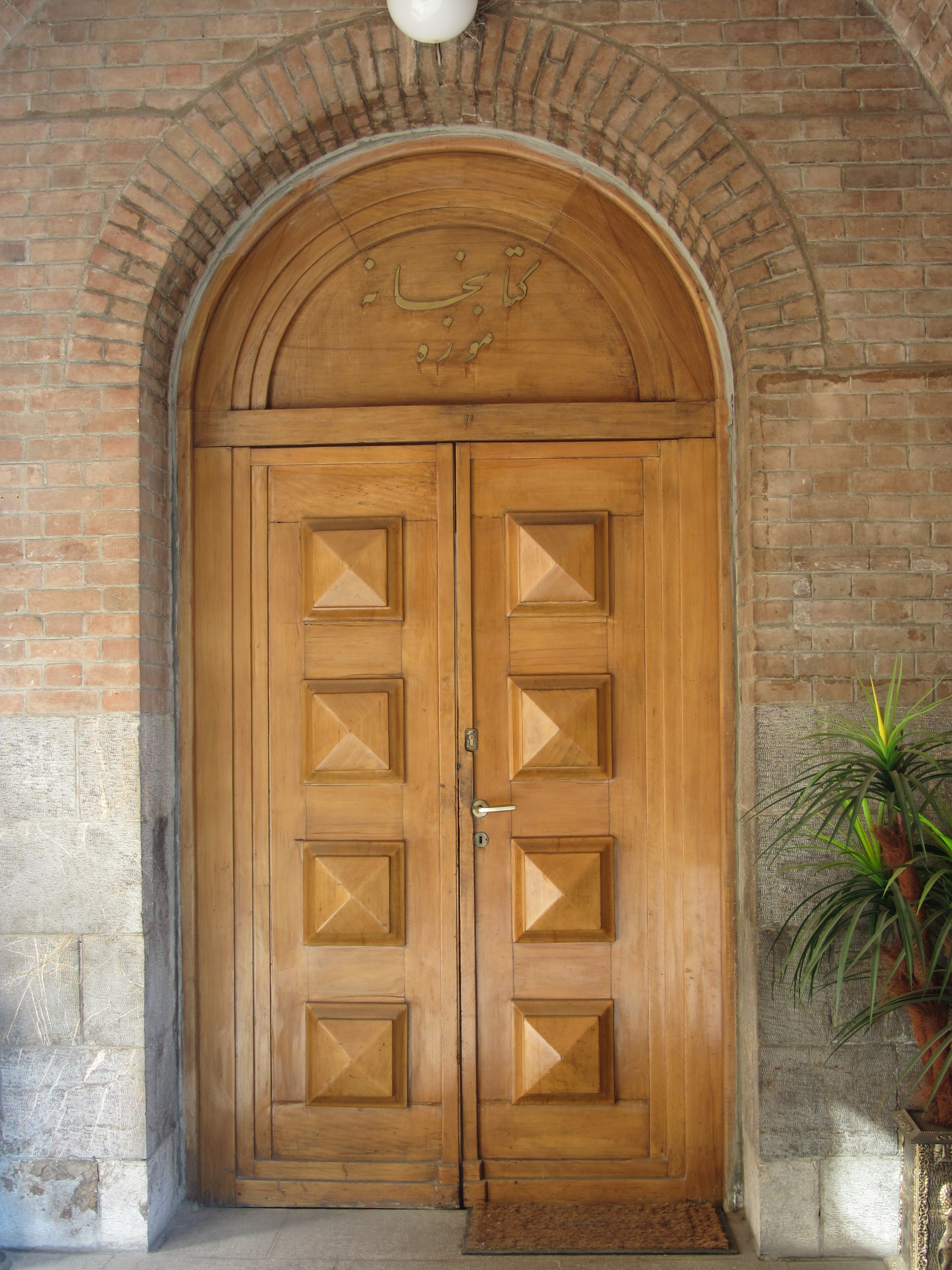
ورودی کتابخانه موزه ملی ایران

موزه ملی ایران دارای ۱۰ بخش پژوهشی و یک کتابخانه و مرکز اسناد است:
- بخش پارینه سنگی
- بخش پیش از تاریخ
- بخش تاریخی
- بخش اسلامی
- بخش مهر و سکه
- بخش مرمت
- بخش کتیبه‌ها
- بخش سفال
- بخش استخوان‌شناسی

- کتابخانه و مرکز اسناد

## بخش‌های دیگر
- عکاسی
- روابط عمومی و روابط بین‌الملل
- پایگاه اطلاع‌رسانی
- حفاظت فیزیکی

## اهداف
هدف از ایجاد موزه، نگهداری و پژوهش در آثار گذشتگان، معرفی و نمایش و انتقال آن‌ها به آیندگان، ایجاد و تقویت تفاهم میان اقوام و ملل، شناخت و نمایش سهم آن‌ها در فرهنگ و تمدن جهانی، کمک و تلاش در بهبود و افزایش میزان دانش عمومی مردم، به ویژه دانش آموزان، دانشجویان و پژوهشگران بر پا شده‌است.
موزه ملی ایران در دهه ۱۳۸۰ دو دهه ۱۳۹۰ و پس از ۷۰ سال موفق شد که با انجام تغییرات وسیعی در سالن ایران باستان، اشیا جدیدی را که تاکنون به نمایش در نیامده بودند، در معرض دید قرار داد. همچنین کلیه ویترین‌های این سالن تغییر و اطلاعات اشیا نیز به روز شدند.

## مدیران موزه ملی ایران
موزه ملی ایران به عنوان دومین مخزن مالی مهم کشور و بزرگ‌ترین موزه باستان‌شناسی و تاریخ ایران از زمانی که آندره گدار، باستان‌شناس فرانسوی، در سال ۱۳۱۶ شمسی بنیان آن را نهاد، تاکنون ٢١ مدیر به خود دیده‌است. مدیرانی که بیشتر از چهره‌های شاخص علمی و آشنا به حوزه میراث فرهنگی و باستان‌شناسی بوده‌اند.

### دوره پهلوی
| ردیف | نام                | تحصیلات                                                         | فعالیت‌ها | دوره مدیریت  |
| ---- | ------------------ | --------------------------------------------------------------- | --- | ------------ |
| ۱    | آندره گدار         | معمار، باستان‌شناس و پژوهشگر فرانسوی                             | سرپرست اداره عتیقات و موزه ایران باستان، مؤسس موزه ملی ایران، طراح ساختمان کتابخانه ملی، آرامگاه‌های حافظ (حافظیه)، فردوسی و سعدی، بنیان‌گذار دانشکده هنرهای زیبا در دانشگاه تهران و اولین مدیر این دانشکده                  | ۱۳۱۸ تا؟     |
| ۲    | سلیمان سپهبدی      | باستان‌شناسی                                                     | از دوره فعالیت وی اطلاع چندانی در دست نیست. عضو انجمن معارف و بازرسی اداره عتیقات | ؟ تا ۱۳۲۸    |
| ۳    | مهدی بهرامی        | دکترای باستان‌شناسی از آمریکا                                    | فعالیت در بخش اسلامی موزه دولتی برلین، تالیفاتی مانند صنایع ایران و ظروف سفالین، سفال گرگان و … | ۱۳۲۸ تا ۱۳۳۰ |
| ۴    | محمدتقی مصطفوی     | باستان‌شناس علم حقوق، متخصص باستان‌شناسی هخامنشی و عهد سلجوقی     | مدیر اداره کل باستان‌شناسی، مدیر موزه ایران باستان و انجمن آثار ملی، تالیفات در زمینه تاریخ فرهنگ باستان‌شناسی در ایران مانند اقلیم پارس، امانت داری خاک و …                                                                 | ۱۳۳۰ تا ۱۳۳۴ |
| ۵    | علی حاکمی          | دکترای باستان‌شناسی                                              | فعالیت در بخش تاریخی موزه ایران باستان، هیئت‌های کاوش، انتشار کتاب کاوش‌های شهداد که در ایتالیا نیز انتشار یافت. راه اندازی چندین موزه مانند موزه پارس شیراز و چهلستون                                                       | ۱۳۳۴ تا ۱۳۴۵ |
| ۶    | عزت‌الله نگهبان     | دکترای باستان‌شناسی از دانشگاه پنسیلوانیا                        | نجات بخشی محوطه‌های تاریخی، تأسیس مؤسسه باستان‌شناسی دانشگاه تهران، حضور در اداره کل باستان‌شناسی، پایه‌گذار نخستین کاوش‌های مستقل ایرانی در مارلیک و هفت تپه، متحول کردن ساختار آموزشی این رشته، انتشار کتابهایی در سطوح جهانی | ۱۳۴۵ تا ۱۳۵۲ |
| ۷    | عبدالحسین شهیدزاده | تحصیل در رشته باستان‌شناسی و تاریخ هنر، دانش‌آموخته دانشگاه تهران | کاوش در محوطه‌های ساسانی سندس، دوخالکوه و تلارک تالش، خرس چاک و سه پستانک، گورستان باستانی داماش عمارلو، محوطه اشکانی در شمام رستم‌آباد و …                                                                                  | ۱۳۵۲ تا ۱۳۵۴ |
| ۸    | فیروز باقرزاده     | دکترای باستان‌شناسی و تاریخ هنر اسلامی در فرانسه                 | نخستین رئیس کمیته میراث جهانی در سال ۱۹۷۷، پیشنهاد ثبت جهانی تخت جمشید، زیگورات چغازنبیل و میدان نقش جهان | ۱۳۵۴ تا ۱۳۵۵ |
| ۹    | محمدیوسف کیانی     | دکترای باستان‌شناسی و تاریخ هنر دوره اسلامی از دانشگاه لندن      | کاوش در جرجان، بررسی دشت‌های گرگان، رئیس موزه‌های ایران، تدریس در سمت دانشیاری گروه باستان‌شناسی دانشگاه تهران، انتشار بیش از ۳۰ کتاب در زمینه باستان‌شناسی و هنر معماری و مقالات در مجامع داخلی و بین‌المللی                   | ۱۳۵۵ تا ۱۳۵۷ |

### جمهوری اسلامی
| ۱۰ | سیف‌الله کامبخش‌فرد      | باستان‌شناس، کاوشگر و پژوهشگر و مؤلف                                      | ساماندهی و آزادسازی مجموعه باستانی کنگاور، عضو بخش پیش از تاریخ موزه ایران باستان و مسئول آرشیو این موزه، دستیار عزت‌الله نگهبان را در اداره مؤسسه باستان‌شناسی دانشگاه تهران، کارشناس مسؤول باستان‌شناسی در مرکز باستان‌شناسی ایران، فعالیت در کاوشهای مارلیک، چراغعلی تپه در گیلان و … | ۱۳۵۸ تا ۱۳۶۰ |
| ۱۱ | نصرت‌الله معتمدی        | باستان‌شناس                                                               | مهم‌ترین فعالیتش ذوب کردن لوح زرین یکی از چهار لوح هخامنشی! او در سال ۱۳۷۷ به جرم تخریب اموال ملی به پرداخت عین المال محکوم و راهی زندان شد. | ۱۳۶۰ تا ۱۳۶۱ |
| ۱۲ | غلامرضا معصومی         | دکترای باستان‌شناسی                                                       | رئیس مرکز باستان‌شناسی ایران، انتشار کتابهایی از جمله سیراف یا بندر طاهری، تاریخچه علم باستان‌شناسی، دفتر نخست از دائرةالمعارف اساطیر جهان و … | ۱۳۶۱ تا ۱۳۶۶ |
| ۱۳ | جلیل گلشن بافقی        | دانش‌آموخته کارشناسی ارشد باستان‌شناسی و تاریخ هنر از دانشگاه تهران        | معاون پژوهشی سازمان میراث فرهنگی، ساماندهی و بازگشایی بخشهایی از موزه که تعطیل یا در حال مرمت بود. پیگیری پرونده ثبت آثار ایرانی در فهرست میراث جهانی | ۱۳۶۶ تا ۱۳۷۴ |
| ۱۴ | احمد تهرانی مقدم       | دانش‌آموخته باستان‌شناسی از دانشگاه تهران                                  | مهیا شدن زمینه ساخت و راه اندازی موزه دوران اسلامی، فعالیت در مرکز باستان‌شناسی ایران، سرپرستی هیئت‌های کاوش | ۱۳۷۴ تا؟     |
| ۱۵ | محمدرضا کارگر          | دانش‌آموخته باستان‌شناسی از دانشگاه تهران                                  | راه اندازی نمایشگاه‌های بین‌المللی در موزه‌های بزرگ جهان، عقد پیمان نامه با موزه‌های بزرگ جهان | ؟ تا ۱۳۸۶    |
| ۱۶ | محمدرضا مهراندیش       | فارغ‌التحصیل کارشناسی ادبیات از دانشگاه علامه؟                            | تدوین پیش نویس طرح جامع موزه ملی ایران، مدیر روابط عمومی سازمان میراث فرهنگی | ۱۳۸۶ تا ۱۳۸۸ |
| ۱۷ | آزاده اردکانی          | لیسانس میکروب‌شناسی از دانشگاه آزاد؟                                      | تلاش‌های انجام شده توسط مدیران پیشین برای ثبت جهانی بقعه شیخ صفی الدین و بازار تبریز در این دوره به سرانجام رسید، سابقه ۲۰ روزه معاونت مدیر موزه ملی، دبیر بین‌الملل سایت میراث آریا، سردبیر نشریه پارسه | ۱۳۸۸ تا ۱۳۹۰ |
| ۱۸ | داریوش اکبرزاده        | دکترای فرهنگ و زبان‌های باستانی از دانشگاه آزاد تهران (واحد علوم تحقیقات) | ؟ | ۱۳۹۰ تا ۱٣٩١ |
| ۱۹ | اسدالله محمدپور        | کارشناس ارشد مدیریت                                                      | سوابق: -مدیر کل میراث فرهنگی،گردشگری و صنایع دستی استان خراسان جنوبی - مدیرکل میراث فرهنگی،گردشگری و صنایع دستی استان مازندران - رییس حوزه ریاست سازمان میراث فرهنگی، گردشگری و صنایع دستی جمهوری اسلامی ایران - مشاور عالی ریاست سازمان میراث فرهنگی،گردشگری و صنایع دستی کشور | ١٣٩١ تا ١٣٩٢ |
| ۲۰ | مهناز عبدالله خان گرجی | مرتبه علمی: استاد درجه۱ هنری؛ دکترای حفاظت ومرمت آثار تاریخی             | • فعاليتهاي دوره مديريت: -توسعه فعاليتهاي پژوهشى با دانشگاهها، مراكزپژوهشى، وپژوهشگران داخل وخارج ازكشور؛ - آماده سازي وبهره بردارى از فضای طبقه دوم موزه ايران باستان درراستاي ايجاد فضاي پژوهشى و آموزشی مرتبط با بخشهاى پارينه سنگى وسفال؛ - ⁠برگزاري نمايشگاهاي داخلي ونيز همكاريهای دوسويه وهدفمند؛ باموزه هاى پرادا وواتيكان در برگزارى نمايشگاه وارايه تك اثر (پنه لوپه) دركشور ايتالياو امكان برگزارى نمايشگاهى متقابل از آثار اين دوموزه در موزه ملى ايران؛ ساماندهي و بهینه سازى شرايط محيطى وحفاظت فیزیکی سالن نمایش آثار، مخازن وبخش ها وفضاهاي مرتبط • سایر فعالیتها وسوابق : - ⁠⁠مسئول بخش حفاظت و مرمت موزه ملی ایران (دودهه)؛ - همکاری با هیات‌های کاوشهای باستان‌شناسی در راستای اجرای طرحهای حفاظت‌ و مرمت آثار؛ - ⁠مدرس مدعو دانشگاهها در رشته مرمت آثار تاريخي (بطور مستمر)؛ عضويت در شورا هاو كميته هاي علمي و تخصصی ⁠در زمینه های پژوهشی، حفاظت ومرمت؛ ارزشیابی هنرمندان کشور؛ کارشناسی خبره اموال تاریخی، فرهنگی و هنری | ١٣٩٢ تا ١٣٩٤ |
| ٢١ | جبرئیل نوکنده          | دکترای باستان‌شناسی از مؤسسهٔ باستان‌شناسی خاور نزدیک برلین                 | دایر کردن بخش مربوط به دوره ماقبل تاریخ، اتمام عملیات مرمت موزه هنرهای اسلامی پس از ۹ سال، یکپارچه سازی داده‌های بخش‌های مختلف، سازماندهی مناطق ذخیره‌سازی و تولید کاتالوگ‌های مختلف از مجموعه‌های مهم موزه و برگزار کردن برنامه‌های مشترک میان موزه ملی ایران و بزرگ‌ترین موزه‌های سراسر دنیا مثل لوور، برلین و… | ۱۳۹۴ تا کنون |

## روسای کتابخانه موزه ملی ایران
- سلما کویومجیان

## نشانی
تهران ، خیابان امام خمینی، مجموعه تاریخی باغ ملی، نبش خیابان پروفسور رولن و خیابان سی تیر، شماره ۱، موزه ملی ایران
- قوانین و مقررات بازدید از موزه ملی ایران
- تولیدات فرهنگی موزه ملی ایران

## نگارخانه

تابلوی موزه ملی ایران
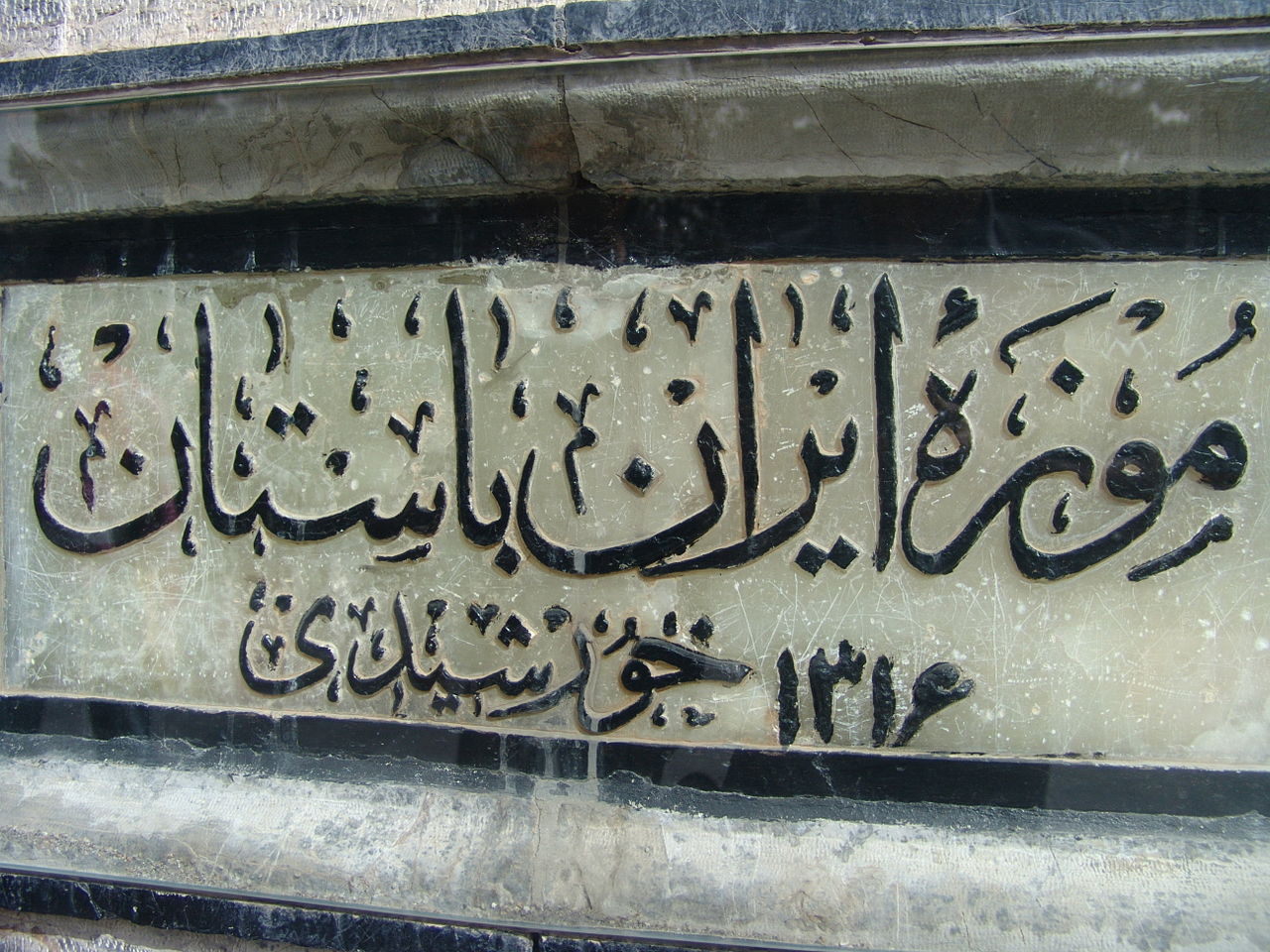
تابلوی ورودیِ موزه ایران باستان
سر دری درِ موزه ملی ایران، موزه ایران باستان
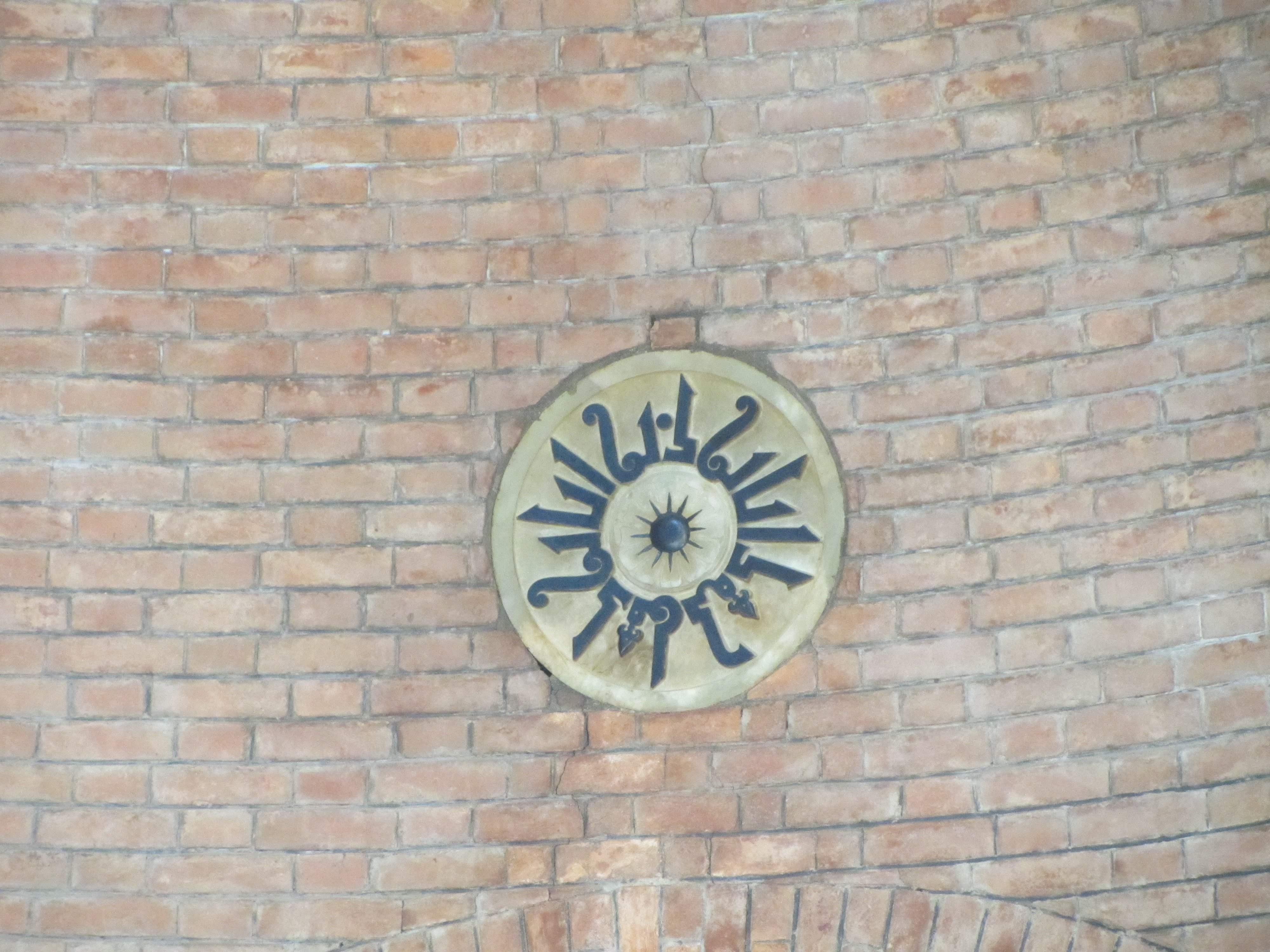
سردر موزه ملی ایران، موزه ایران باستان
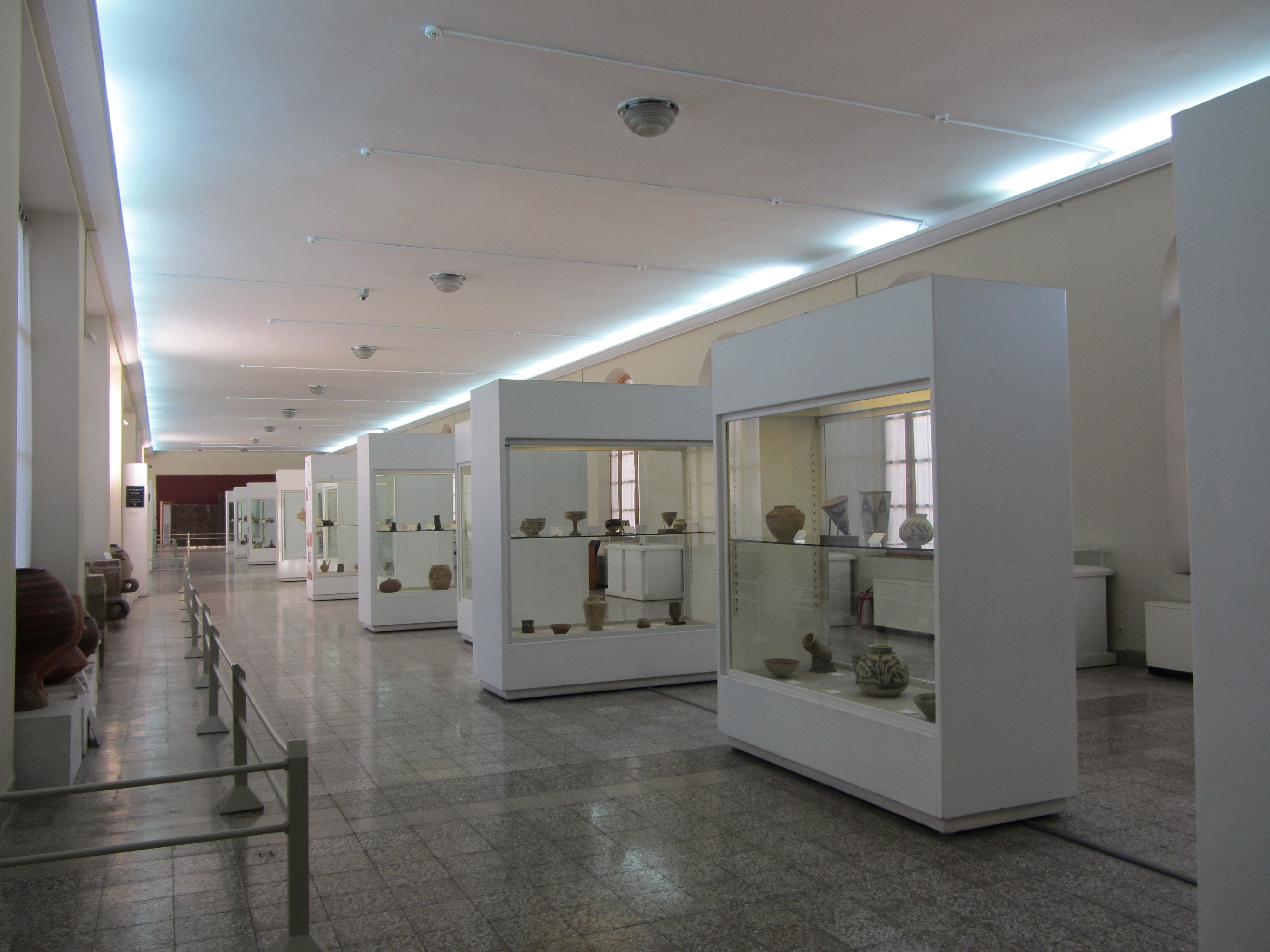
سالن اصلی موزه ملی ایران، موزه ایران باستان
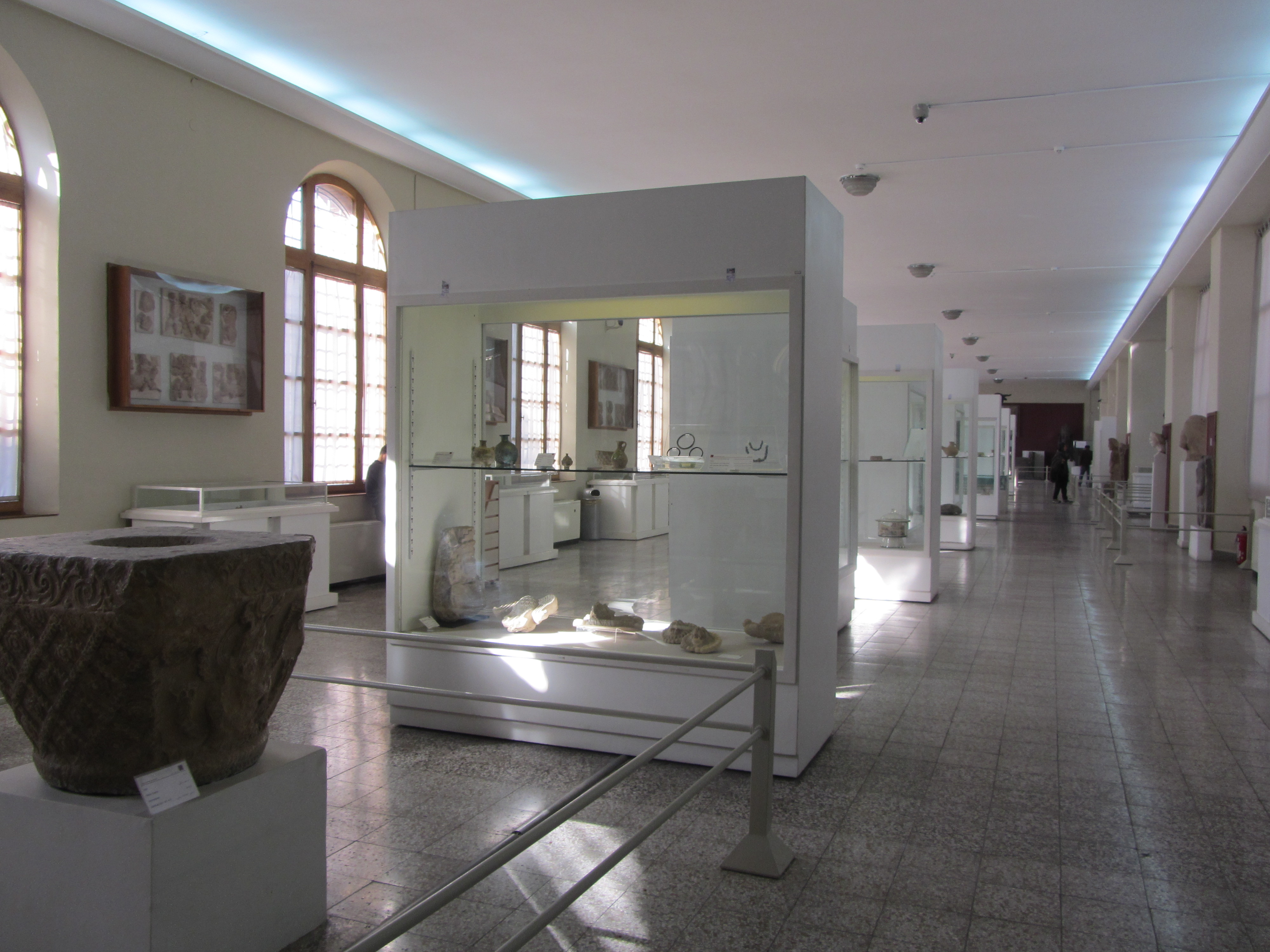
سالن اصلی موزه ملی ایران، موزه ایران باستان
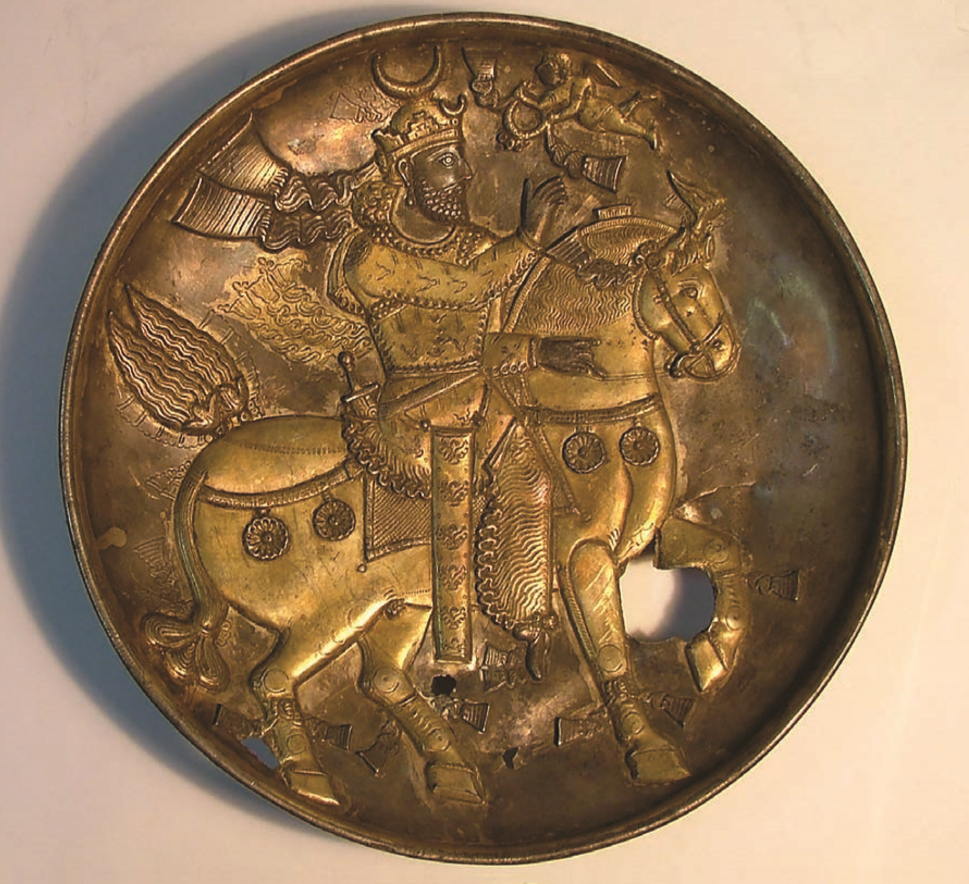
بشقاب با نقش خسرو یکم در موزه ملی ایران
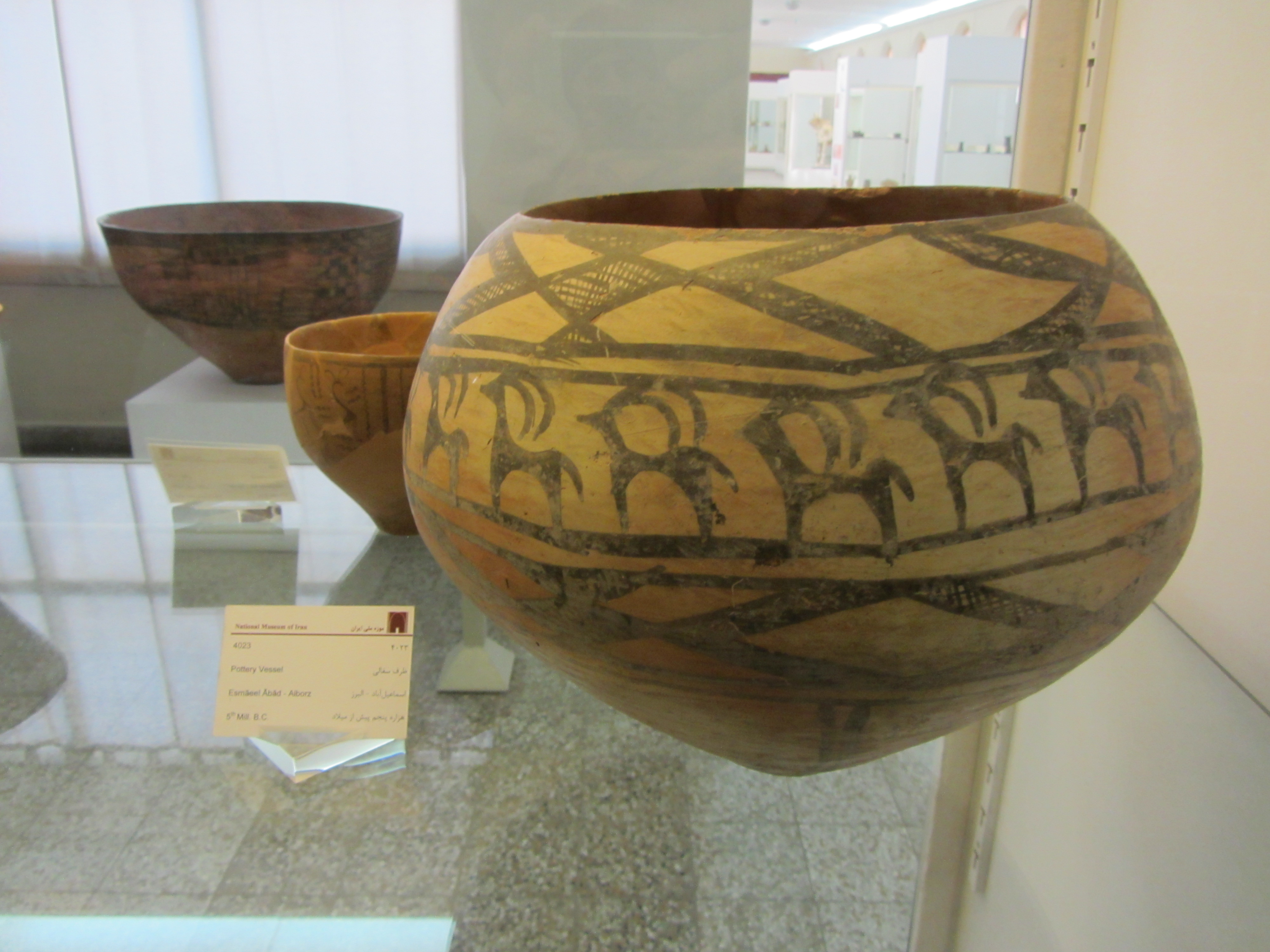
ظرف سفالی - هزاره پنجم پیش از میلاد
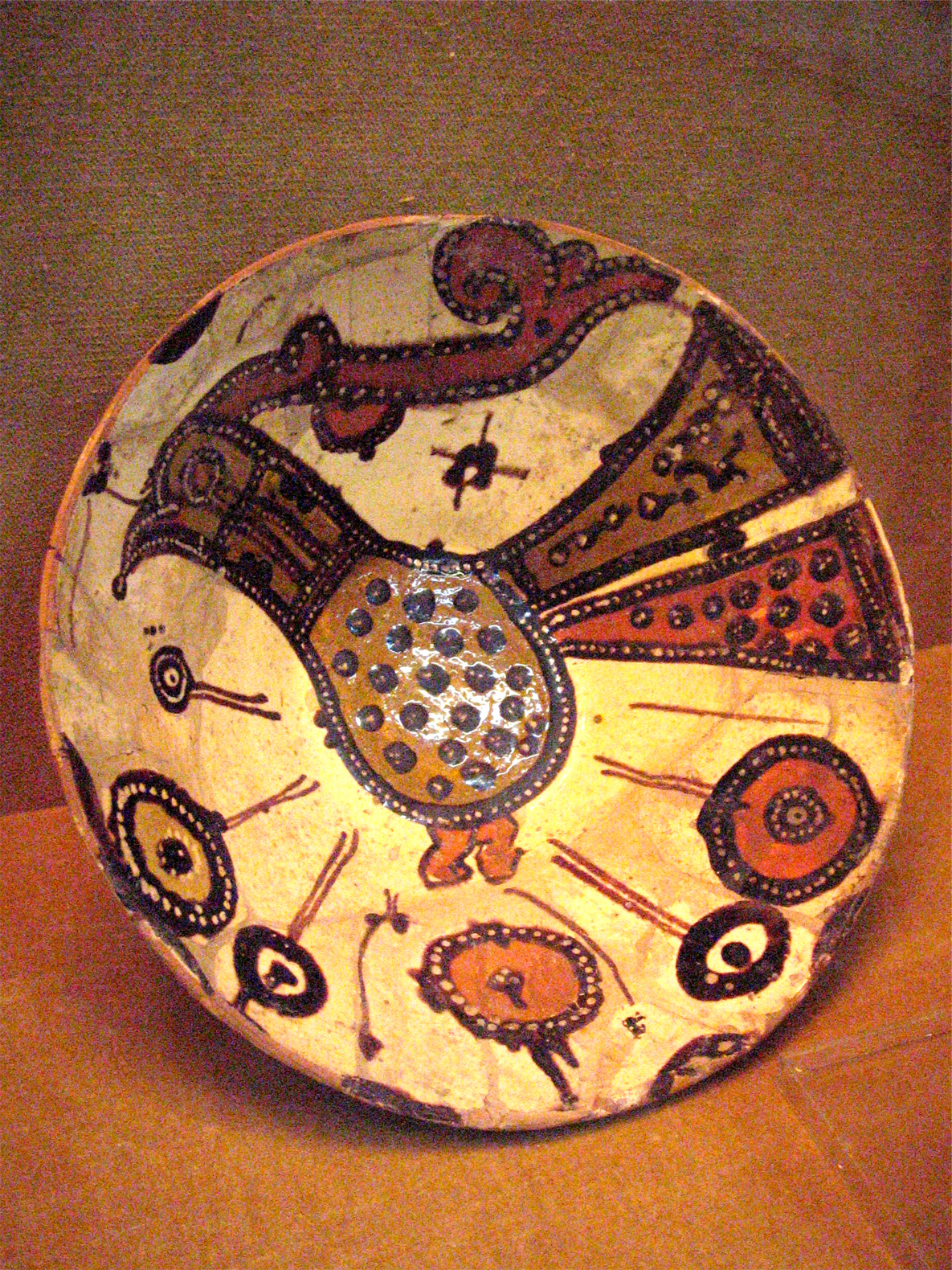
ظرفی سفالی از نیشابور دوره ۹ یا ۱۰ میلادی در موزه ملی ایران
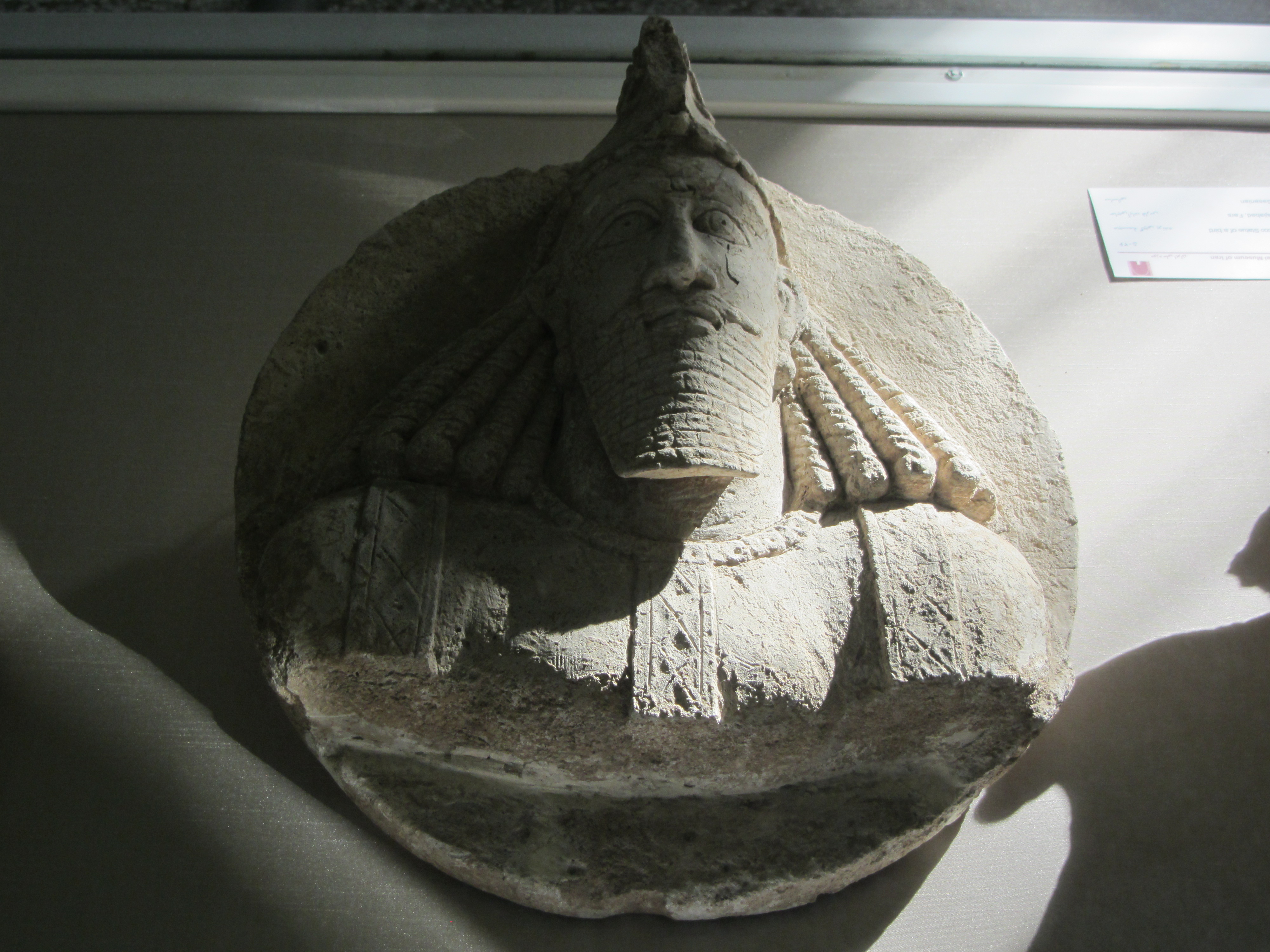
مجسمه گچی دوره ساسانیان
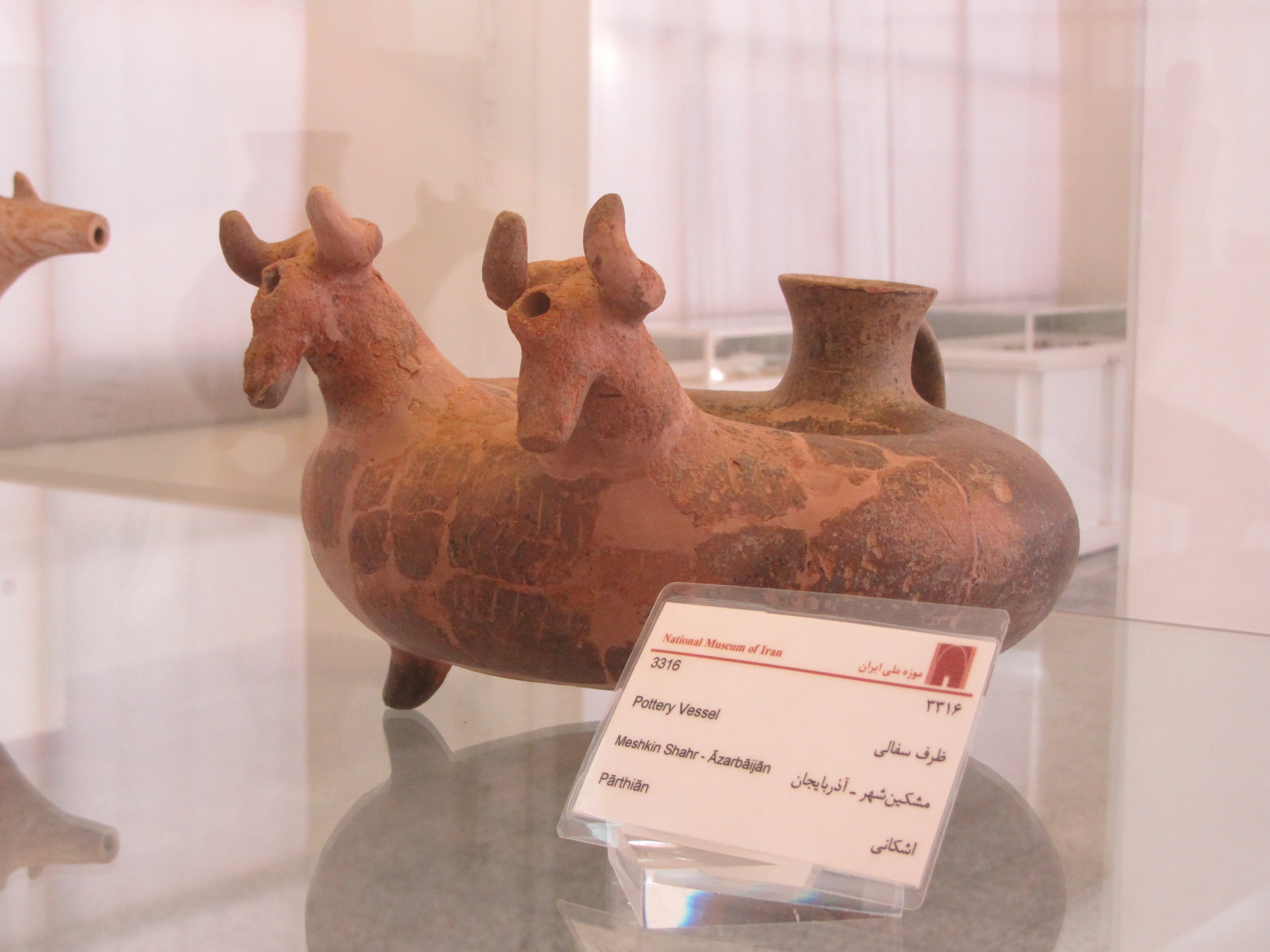
ظرف سفالی - دوران اشکانی
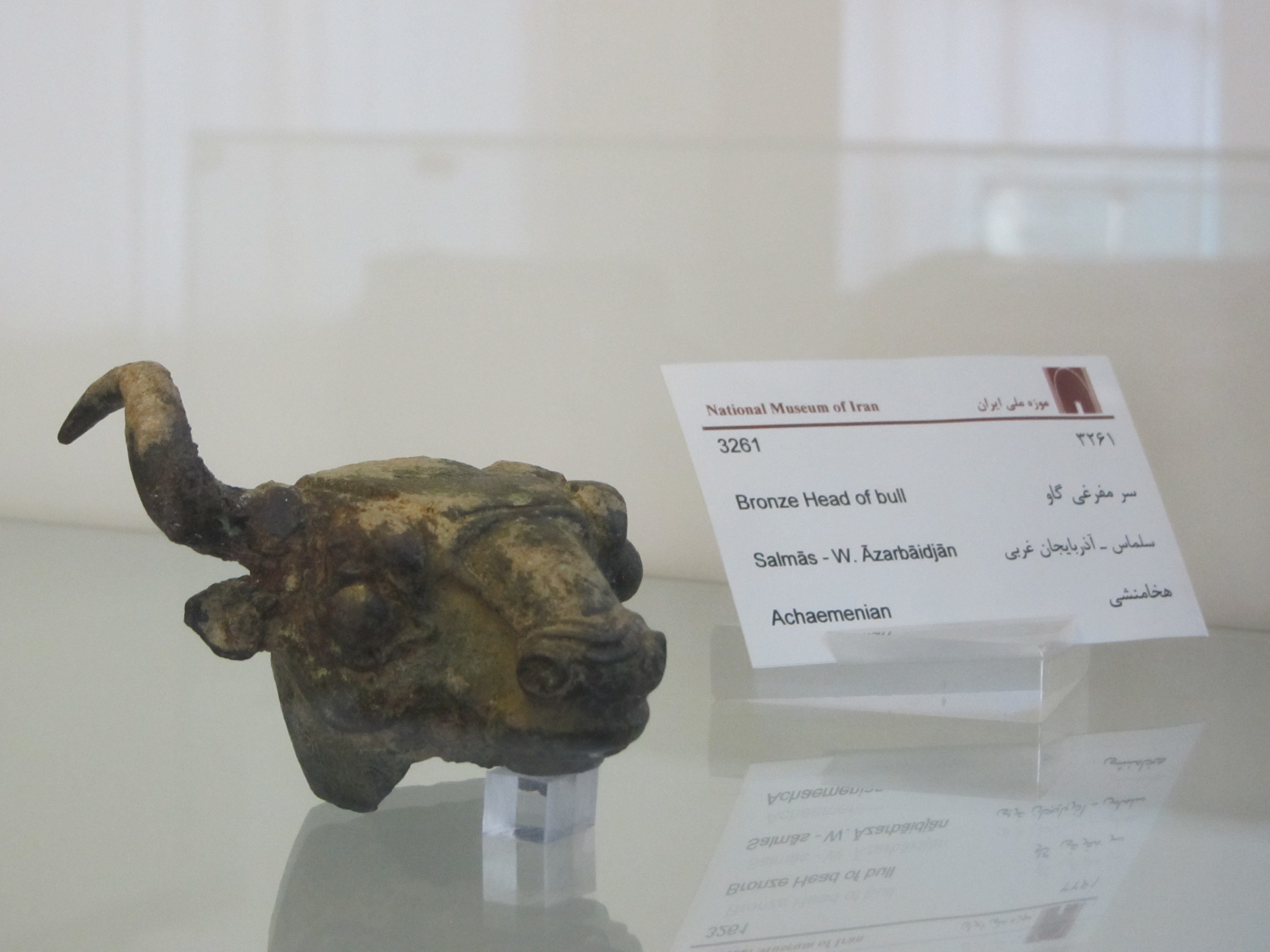
سر مفرغی گاو - دوران هخامنشی
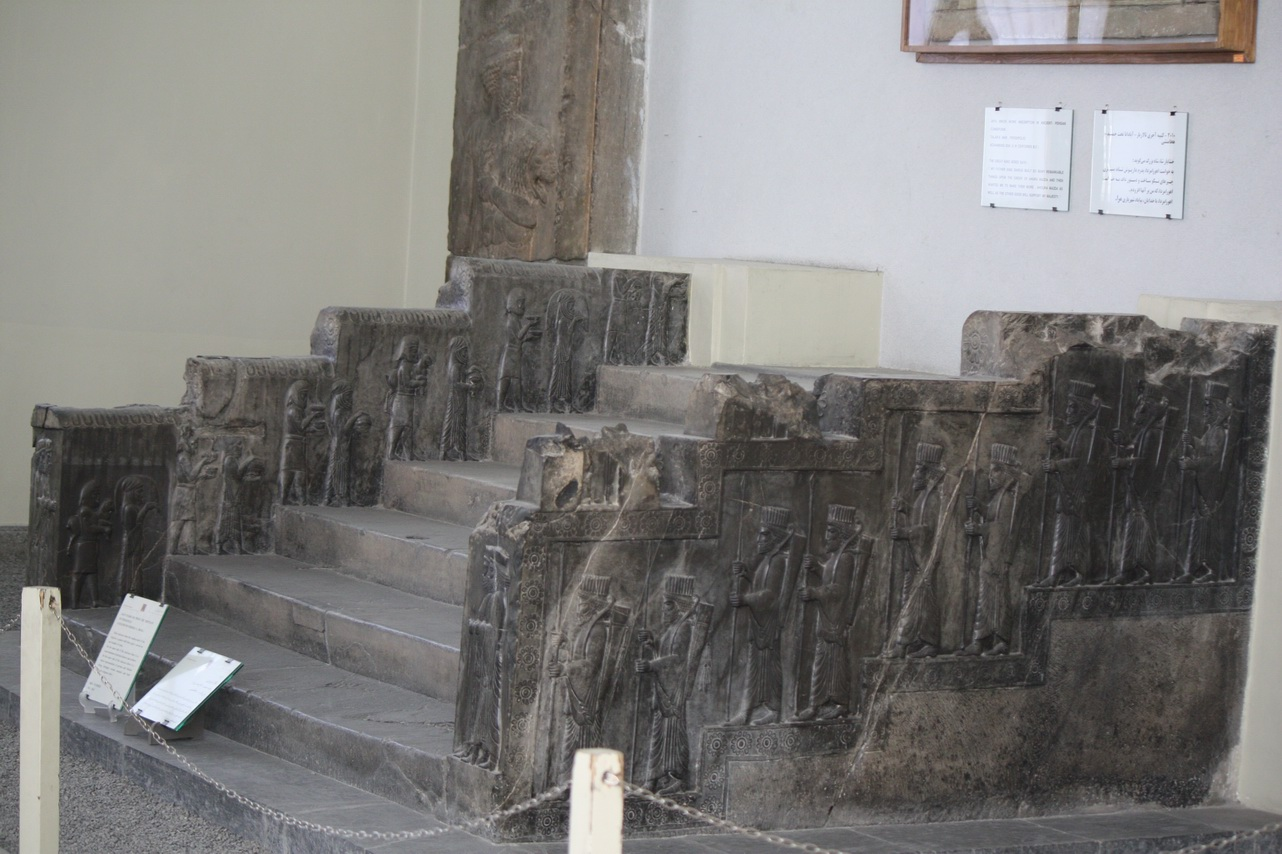
پلکان تخت جمشید، موجود در موزه ملی ایران، موزه ایران باستان
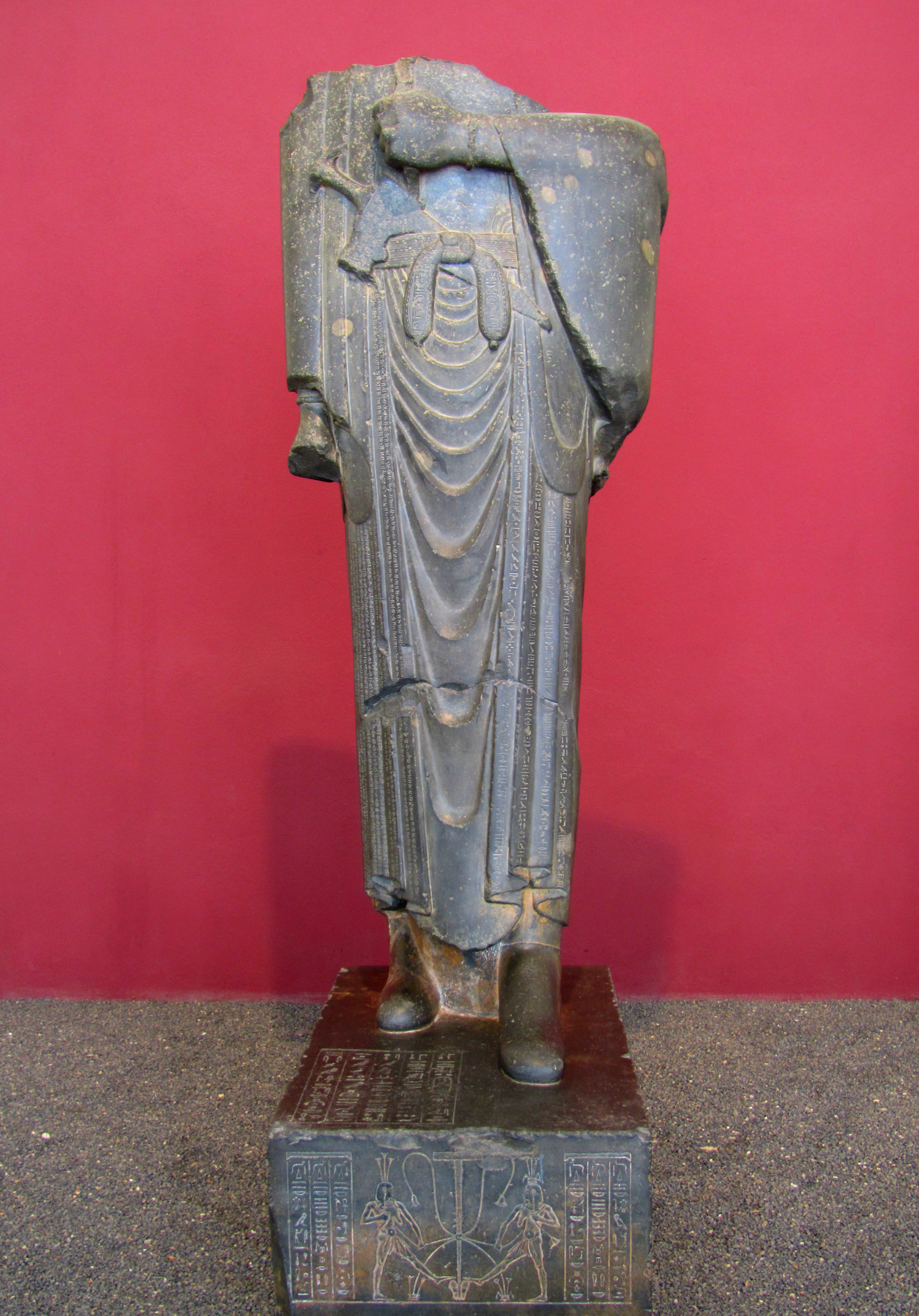
تندیس مصری داریوش بزرگ، موجود در موزه ملی ایران، موزه ایران باستان
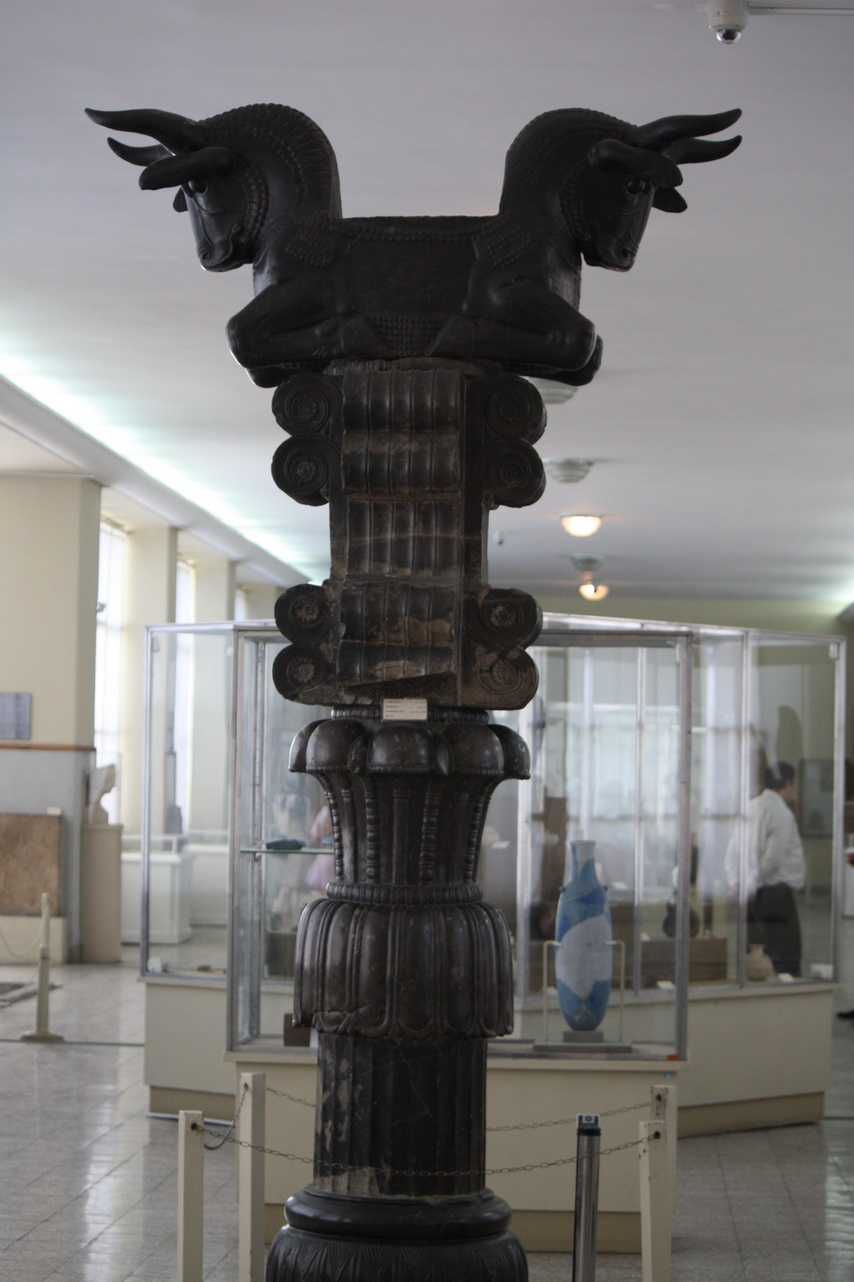
ستون تخت جمشید، موجود در موزه ملی ایران
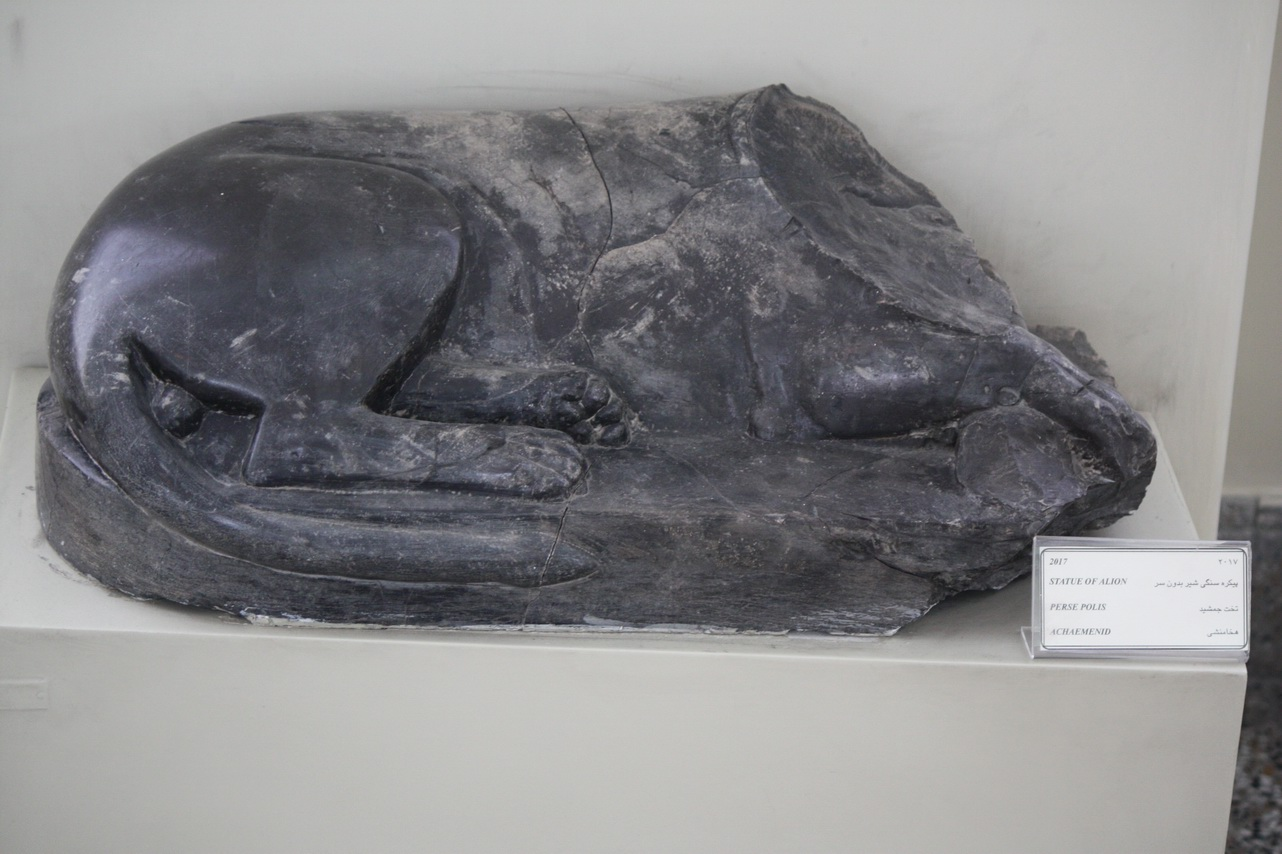
پیکره سنگی شیر بدون سر دوران هخامنشی، موجود در موزه ملی ایران
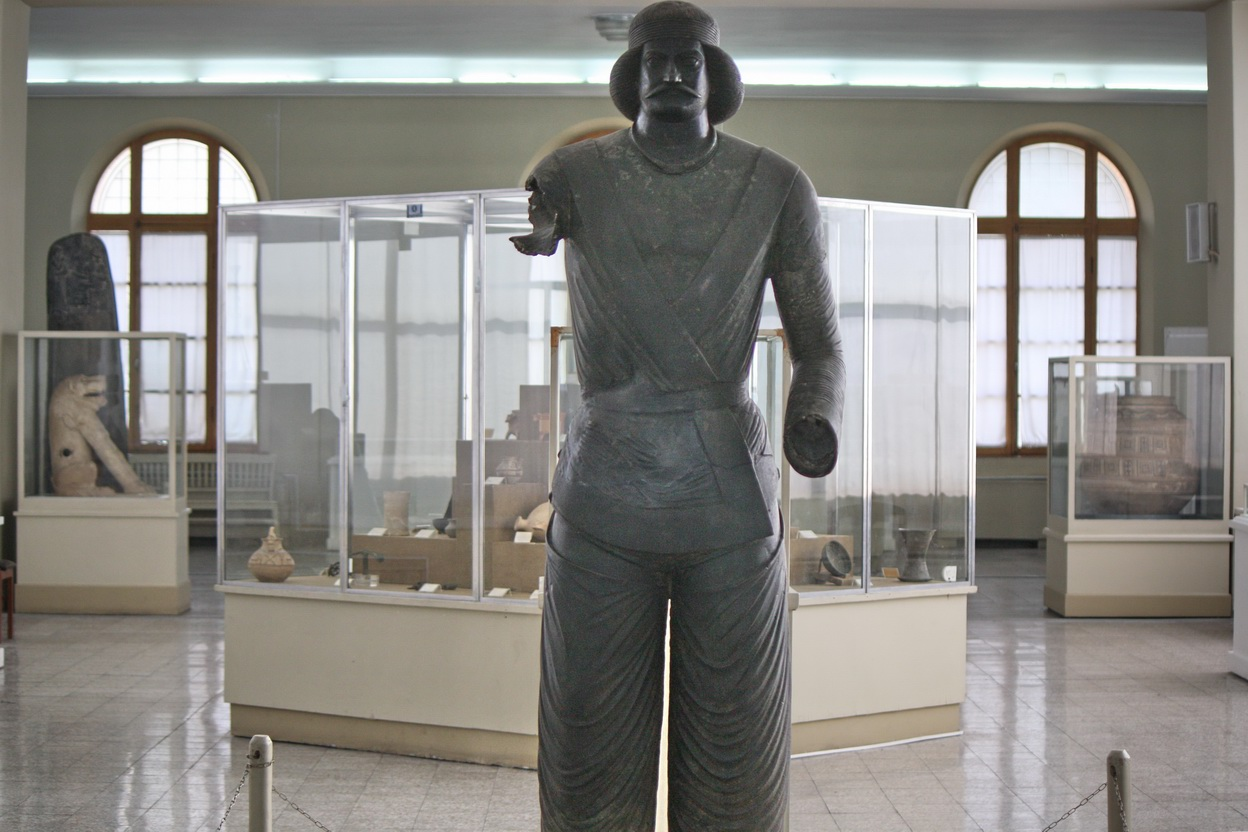
تندیس بزرگ‌زادهٔ اشکانی (سورنا)، ، موجود در موزه ملی ایران، موزه ایران باستان
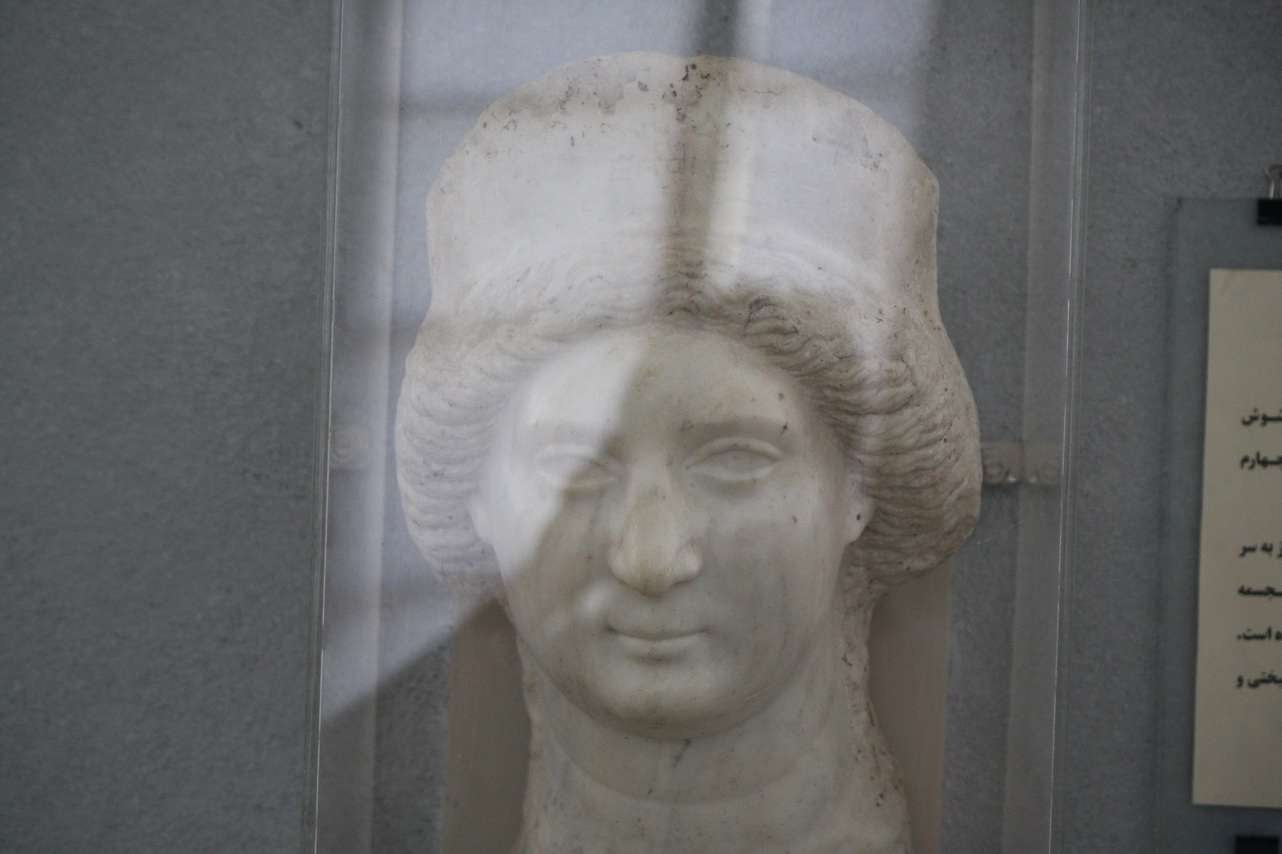
سردیس ملکه موزا اشکانی، موجود در موزه ملی ایران، موزه ایران باستان
مرد نمکی، موجود در موزه ملی ایران، موزه ایران باستان
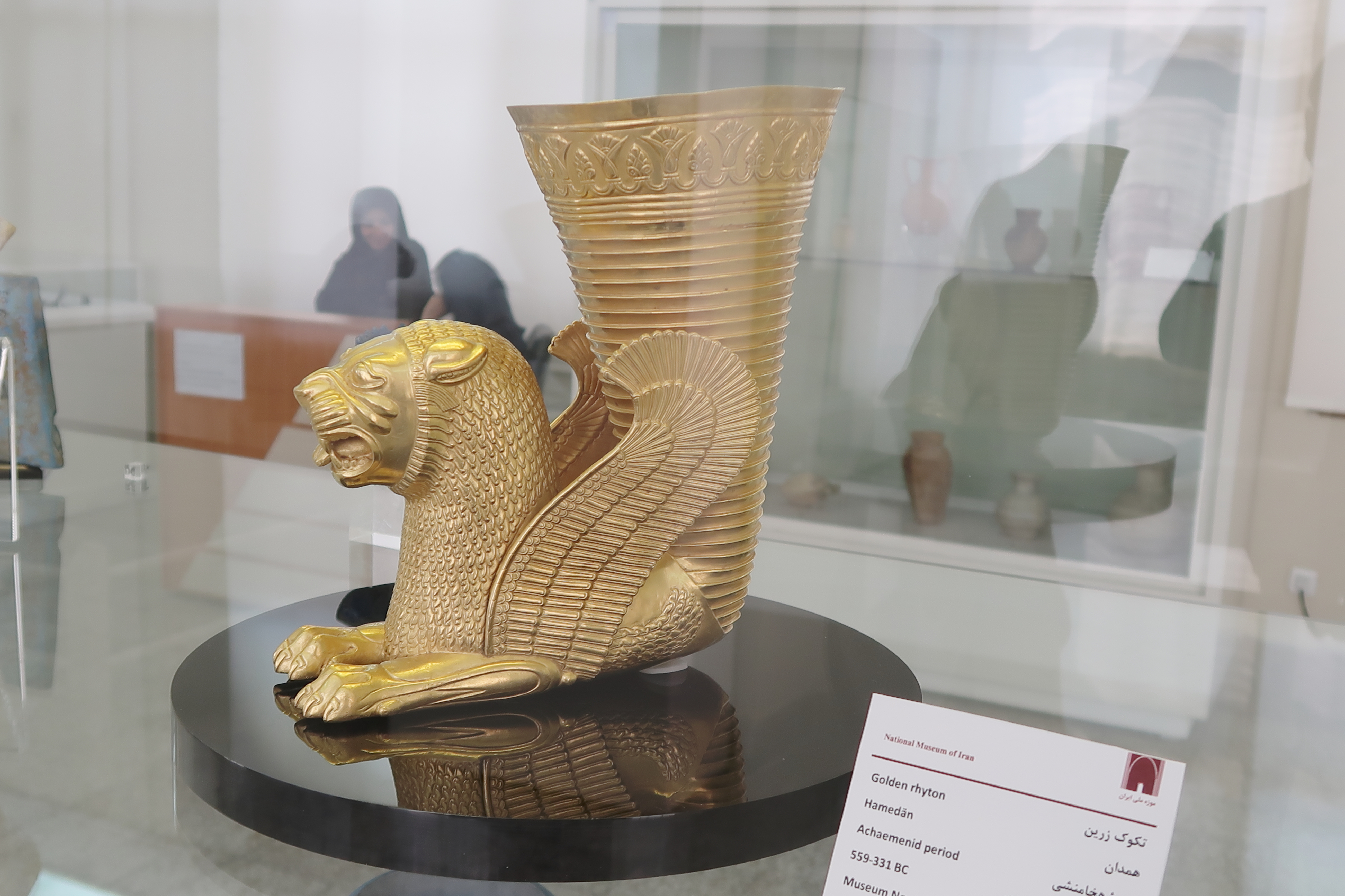
تکوک زرین هخامنشی
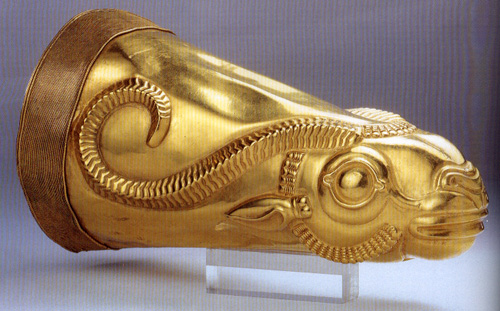
تکوک طلایی بز کوهی هگمتانه از دوران هخامنشی که در همدان کاوش شده‌است.